# 서리 상반 고려백자요지
서리 상반 고려백자요지는 대한민국 경기도 용인시 처인구 이동면 서리에 있다. 1997년 12월 10일 용인시의 향토문화재 제45호로 지정되었다.